# Elwick, Durham
Elwick är en by och en civil parish i kommunen Borough of Hartlepool i Durham i England. Orten har 1 001 invånare (2011).